# Torneo WTA de Melbourne II 2021
El Yarra Valley Classic 2021 (también conocido como Melbourne 2 Tennis Open) fue un torneo del WTA Tour 2021. Se jugó en canchas duras al aire libre en Melbourne, Australia. Fue programado como un torneo preparatorio al Abierto de Australia 2021, y se llevó a cabo en el mismo recinto, debido a que otros torneos tuvieron que ser cancelados en Australia como resultado del COVID-19. Este torneo tendrá lugar simultáneamente con el Gippsland Trophy 2021 y el Grampians Trophy 2021.

## Cabezas de serie

### Individual femenino
| Tenista                  | Ranking | Preclasificada |
| Ashleigh Barty           | 1       | 1              |
| Sofia Kenin              | 4       | 2              |
| Karolína Plíšková        | 6       | 3              |
| Petra Kvitová            | 9       | 4              |
| Serena Williams          | 11      | 5              |
| Garbiñe Muguruza         | 15      | 6              |
| Petra Martić             | 18      | 7              |
| Markéta Vondroušová      | 21      | 8              |
| Donna Vekić              | 32      | 9              |
| Shuai Zhang              | 35      | 10             |
| Anastasia Pavlyuchenkova | 39      | 11             |
| Fiona Ferro              | 43      | 12             |
| Danielle Collins         | 46      | 13             |
| Nadia Podoroska          | 47      | 14             |
| Kristina Mladenovic      | 50      | 15             |
| Marie Bouzková           | 52      | 16             |

- Ranking del 25 de enero de 2021.[2]

### Dobles femenino
| Tenista                            | Ranking | Preclasificada |
| Tímea Babos Kristina Mladenovic    | 7       | 1              |
| Nicole Melichar Demi Schuurs       | 23      | 2              |
| Shuko Aoyama Ena Shibahara         | 38      | 3              |
| Yingying Duan Saisai Zheng         | 47      | 4              |
| Alexa Guarachi Desirae Krawczyk    | 51      | 5              |
| Yifan Xu Zhaoxuan Yang             | 64      | 6              |
| Lyudmyla Kichenok Jeļena Ostapenko | 67      | 7              |
| Ashleigh Barty Jennifer Brady      | 80      | 8              |

## Campeonas

### Individual femenino
Ashleigh Barty venció a  Garbiñe Muguruza por 7-6(7-3), 6-4

### Dobles femenino
Shuko Aoyama /  Ena Shibahara vencieron a por  Anna Kalinskaya /  Viktória Kužmová 6-3, 6-4